# 嘉定图书馆

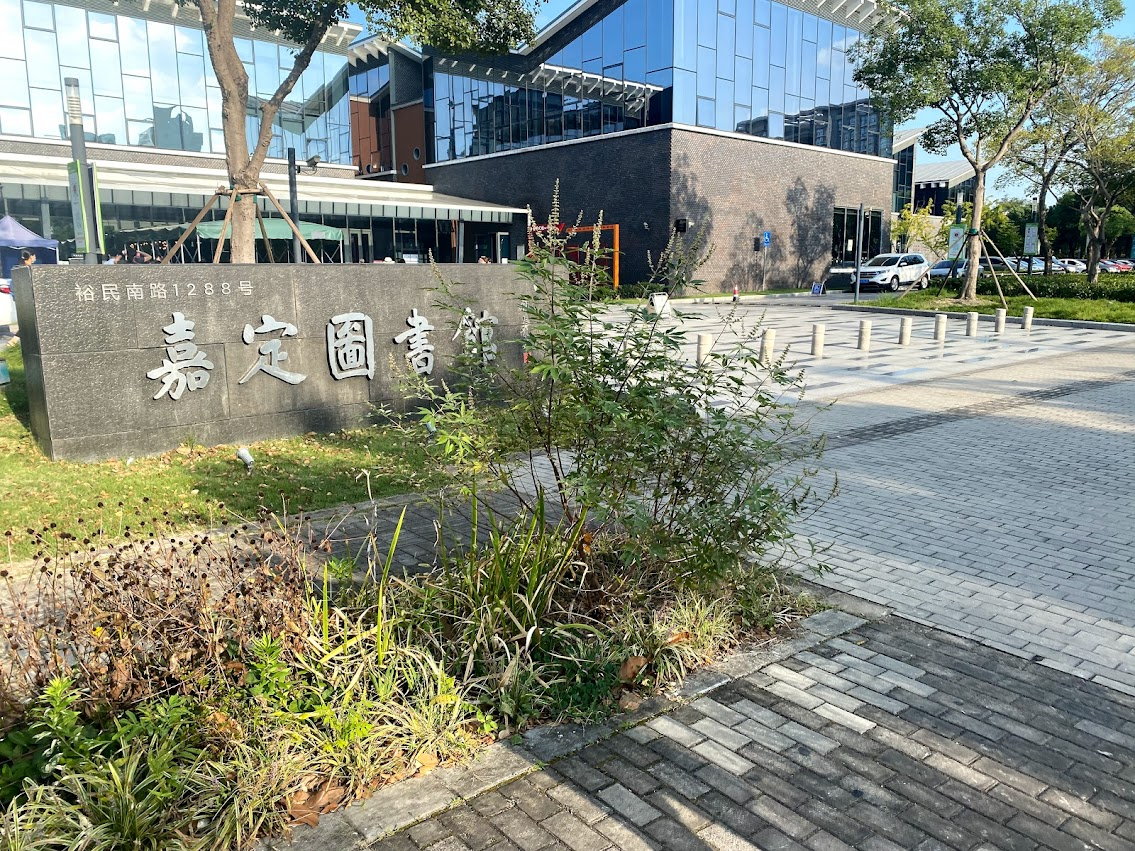
嘉定圖書館

嘉定图书馆是位於中華人民共和國上海市嘉定區的圖書館，目前有位於裕民南路的嘉定区图书馆（裕民南路馆）和位於清河路的清河路分馆。
嘉定图书馆歷史可以追溯至中華民国3年（1914年）6月，當時嘉定县教育会在孔庙文昌阁开办嘉定图书馆，該圖書館也是嘉定第一个公共图书馆。1979年，當局在清河路34弄40号新建圖書館，清河路分馆於1981年11月竣工。清河路分馆建筑面积為4183平方米，开架图书12万册，阅览坐席512个。2004年，清河路分馆進行改造。2008年，嘉定图书館副館長金燕開始籌建嘉定图书馆新馆。2013年6月，位於裕民南路的新馆建成开放，位於清河路的圖書館更名為嘉定区图书馆清河路分馆。裕民南路馆占地面积3.33万平方米，建筑面积1.85万平方米，开架图书30万册，阅览坐席1500个。設計師為南加州大学建筑学院院长马清运。裕民南路馆建成後被稱為「上海颜值最高的图书馆」。Interior Design認為裕民南路馆是2013年的「全球最佳公共图书馆」。

## 分館
- 安亭镇分馆
- 嘉定新城（马陆镇）分馆
- 南翔镇分馆
- 江桥镇分馆
- 徐行镇图书馆
- 外冈镇分馆
- 华亭镇分馆
- 嘉定镇街道分馆
- 新成路街道分馆
- 真新街道分馆
- 嘉定工业区分馆
- 菊园新区分馆[3]

## 外部連結
- 官方网站